# Coptops mourgliai
Coptops mourgliai är en skalbaggsart som beskrevs av Jean François Villiers 1974. Coptops mourgliai ingår i släktet Coptops och familjen långhorningar. Inga underarter finns listade i Catalogue of Life.